# Американське метеорне товариство
Американське метеорне товариство (англ. American Meteor Society, AMS) — неприбуткова наукова організація, створена для заохочення та підтримки дослідницької діяльності як любителів, так і професійних астрономів, які цікавляться галуззю метеорної астрономії. Члени товариства спостерігають, збирають дані, вивчають і звітують про метеори, метеорні дощі, боліди та пов'язані з ними явища.

## Історія
Товариство було засновано в 1911 році Чарльзом Олів'є з обсерваторії Леандра Маккорміка. Спочатку воно складалося з п'ятнадцяти учасників, яких Олів'є запросив поштою. Перша стаття, заснована на спостереженнях учасників, з'явилася в Astronomical Journal в 1912 році й описувала метеорний дощ η Аквариди. У 1926 році Олів'є почав публікувати замітки від метеорного товариства майже щомісяця в журналі Popular Astronomy під назвою «Monthly Notes». Це тривало до смерті редактора журналу Кервіна Гінгріча.
Не пізніше 1932 року Олів'є призначив регіональних директорів, щоб полегшити збір даних для товариства. У 1932 році був призначений директор північно-західного тихоокеанського регіону. Спочатку він складався зі штатів Вашингтон і Орегон, але пізніше включив західні провінції Канади, а також Айдахо і Монтану. У 1938 році з товариства були виведені канадські провінції, але була додана Каліфорнія. Цей західний підрозділ мав штаб-квартиру в Університеті Орегону в Юджині.
У 1960 році Олів'є опублікував перший каталог погодинних показників метеоритів, заснований на даних, зібраних членами товариства з 1901 по 1958 рік. У 1965 році був виданий другий каталог, який включав дані до 1963 року.
Наприкінці 1970-х Девід Мейзел став виконавчим директором товариства. Штаб-квартиру товариства перенесли в Дженесіо в штаті Нью-Йорк. До досліджень додали вивчення радіометеорів, а потім і спектроскопію метеорів. Близько 17 років коледж Дженесіо підтримував Американське метеорне товариство як частину своєї астрономічної програми.
У 1993 році завдяки пожертві Клінтона Форда, одного з членів товариства, Американське метеорне товариство змогло перетворитись на товариство з обмеженою відповідальністю та змінило свою офіційну назву на American Meteor Society, Ltd.